# Україна на пісенному конкурсі Євробачення 2003
Україна вперше за свою історію взяла участь у пісенному конкурсі Євробачення, ним став 48-ий конкурс пісні Євробачення, що пройшов 24 травня 2003 року в місті Рига, Латвія. Україна була представлена Олександром Пономарьовим з піснею «Hasta La Vista». Він зайняв 14-е місце, набравши 30 балів.

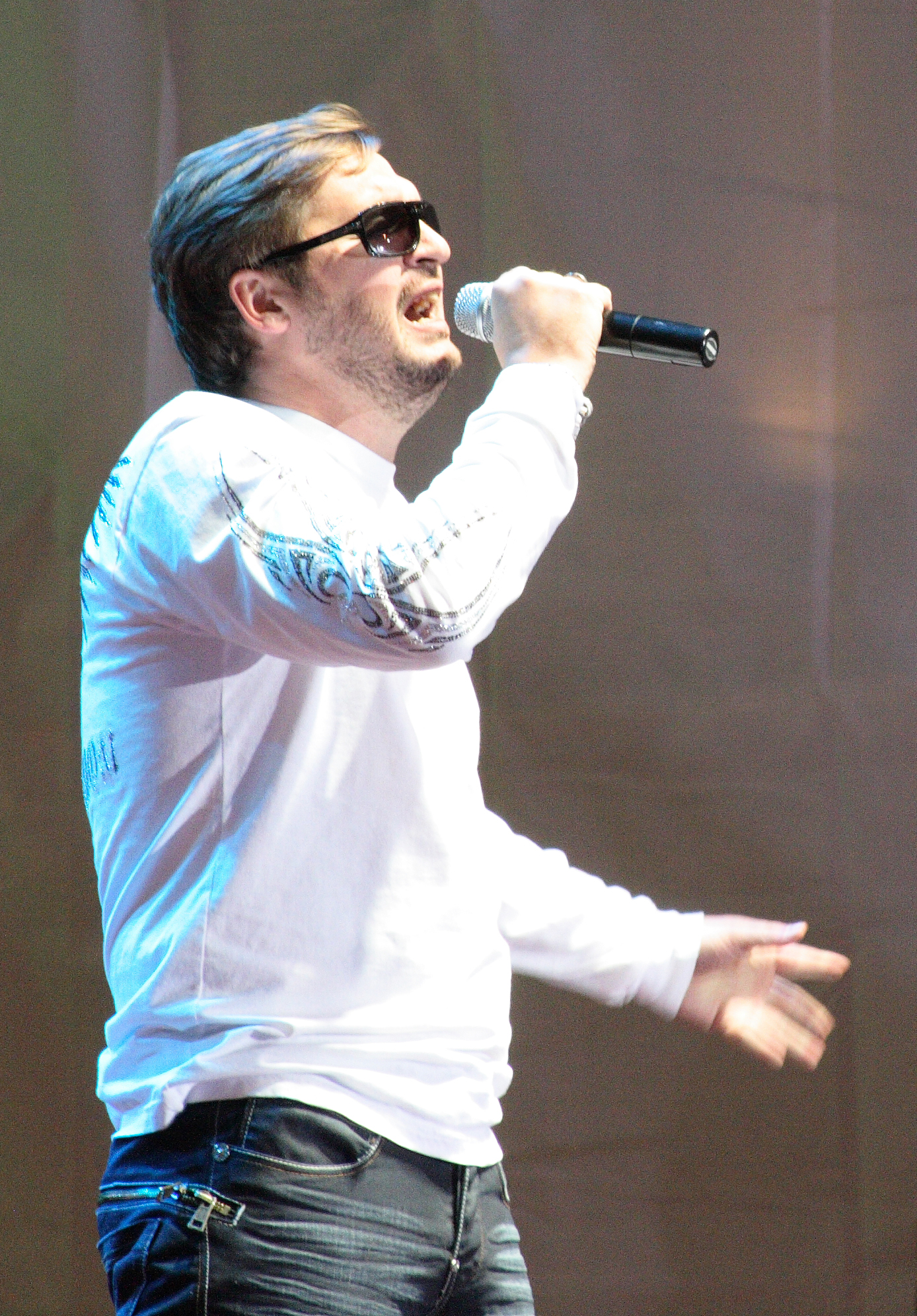
О. Пономарьов у 2009 році

## В Україні
За місяць до від'їзду в Латвію, де проходив конкурс, наш делегат демонстрував впевненість у власних силах. «Я не боюся, я виступлю у будь-якому разі. Якщо ступив однією ногою — значить потрібно й іншою», — так коментував свою підготовку дебютант від України.
Він підготував пісню Hasta la vista і стверджував, що йому допомагали вищі сили. Як пізніше зізнався Пономарьов, незадовго до конкурсу ізраїльська ясновидиця передбачила йому перемогу. У Латвії Олександра підтримували брати Клички і Філіп Кіркоров.

## На Євробаченні
У фіналі Олександр виступав під номером «16», між Сполученим Королівством і Грецією. Після закінчення голосування пісня «Hasta La Vista» отримала 30 балів від 5 країн. Найвиший бал — десять, отримала Україна від сусідньої Польщі. Від українського телеголосування 12 балів були віддані Росії. Тож, Україна зайняла 14-те місце з 26 можливих.

### Бали віддані Україною
| 12 балів | Росія      |
| 10 балів | Бельгія    |
| 8 балів  | Польща     |
| 7 балів  | Норвегія   |
| 6 балів  | Румунія    |
| 5 балів  | Швеція     |
| 4 бали   | Ісландія   |
| 3 бали   | Португалія |
| 2 бали   | Туреччина  |
| 1 бал    | Ірландія   |

| 12 балів | 10 балів  | 8 балів   | 7 балів | 6 балів |
| -------- | --------- | --------- | ------- | ------- |
|          | - Польща  | - Росія   |         |         |
| 5 балів  | 4 бали    | 3 бали    | 2 бали  | 1 бал   |
| - Латвія | - Ізраїль | - Естонія |         |         |